# William Brodrick
William Brodrick (* 1960 in England) ist ein englischer Jurist und Schriftsteller. 

## Leben
Brodrick verbrachte nahezu seine gesamte Kindheit und Jugend in Australien und Kanada. Er trat den Augustinerorden bei und lebte sechs Jahre als Mönch. Dann verließ er den Orden, schloss sein Studium der Rechtswissenschaften erfolgreich ab und arbeitete anschließend einige Jahre in London als Barrister. 
Aus seinen Erfahrungen, aber nicht autobiographisch, kreierte Brodrick seinen Protagonisten Pater Anselm. 2004 konnte er dann mit seinem Roman „Die sechste Klage“ erfolgreich debütieren. Nachdem auch die folgenden Abenteuer von Pater Anselm ein großer Erfolg wurden, gab Brodrick seinen Beruf auf und widmete sich fortan nur noch dem Schreiben. 
Brodrick lebt derzeit (2010) zusammen mit seiner Familie in Frankreich. 

## Ehrungen
- 2009 Dagger Award (CWA) für seinen Roman A whispered name.

## Werke
- The 6th lamentation. Little Brown, London 2003. 
  - Die sechste Klage. List Verlag, München 2004, ISBN 3-471-79487-5.[1]
- A whispered name. Little Brown, London 2008, ISBN 0-316-73154-4. 
  - Das Schweigen des Mönchs. Kriminalroman. List Verlag, Berlin 2009, ISBN 978-3-471-79557-6.[2]
- The gardens of the dead. Sphere Books, London 2007, ISBN 978-0-7515-3419-1. 
  - Die Gärten der Toten. Ein Pater-Anselm-Roman. List Verlag, Berlin 2007, ISBN 978-3-471-79551-4.[2]